# Homepage
Mit Homepage (engl., wörtlich übersetzt „Zuhauseseite“ oder „Heimseite“) wird eine Webseite bezeichnet, die als zentrale Einstiegsseite eines Internetauftritts angezeigt wird. Im weiteren Sinne wird Homepage auch als Bezeichnung für einen gesamten Internetauftritt verwendet und mit der Website gleichgesetzt.

## Homepage als Ausgangsseite
Im präziseren Sinne bezeichnet Homepage die erste Seite, die beim Aufruf einer Webadresse angezeigt wird und von der aus man die anderen Inhalte der Website aufrufen kann. Die Homepage wird deshalb auch als Indexseite, Leitseite, Einstiegsseite, Hauptseite oder Startseite bezeichnet.
Sie ist oft der erste Berührungspunkt für Besucher und trägt maßgeblich zur Wahrnehmung der gesamten Website bei. Eine gute Struktur sowie relevante Inhalte können dazu beitragen, dass die Website in Suchmaschinen besser gefunden wird.
Ursprünglich verstand man unter einer Homepage die Verzeichnisdatei des Stammverzeichnisses (Root-Verzeichnis) der Ordnerstruktur, aus der eine Website besteht. Im HTML-Format erstellt, trägt sie meist den Namen index.html,
index.htm, home.html, home.htm, default.html, default.htm oder index.php. Je nach Aufbau des Webservers ist diese Seite dann entweder selbst die Homepage oder leitet auf die eigentliche Homepage weiter.

Beispiele: 
Beim Aufruf von https://example.com wird die Ressource https://example.com/index.html aufgerufen – beide Angaben sind hinsichtlich der aufgerufenen Ressource identisch (dies trifft unter der Voraussetzung zu, dass der Server so konfiguriert ist, dass er im ersten Fall die Seite index.html übermittelt).
Beim Aufruf von https://de.wikipedia.org wird analog zum obigen Beispiel die Seite https://de.wikipedia.org/index.html an den Browser ausgegeben. Über die Datei index.html wird dann auf die Ressource https://de.wikipedia.org/wiki/Wikipedia:Hauptseite weitergeleitet. Diese Ressource wird auch mit https://de.wikipedia.org/w/index.php?title=Wikipedia:Hauptseite aufgerufen.